# Agla. Aurora
Agla. Aurora – polska powieść fantasy Radka Raka, wydana w 2023 roku przez Powegraph. Jest kontynuacją powieści Agla. Alef. Kontynuuje historię Sofji, która została wysłana na daleką północ oraz studenta, Tymiana, który wraz z grupą przyjaciół planuje rewolucję. Powieść została nominowana do Nagrody im. Janusza A. Zajdla, a także do Nagród „Nowej Fantastyki” w kategorii Polska Książka Roku. Zdobyła Srebrne Wyróżnienie Nagrody im. Jerzego Żuławskiego (zyskała też największą liczbę głosów elektorów podczas zgłaszania nominacji).